# Prosopocera somaliensis
Prosopocera somaliensis är en skalbaggsart som beskrevs av Stefan von Breuning 1938. Prosopocera somaliensis ingår i släktet Prosopocera och familjen långhorningar. Inga underarter finns listade i Catalogue of Life.